# Psiloscelis albertensis
Psiloscelis albertensis är en skalbaggsart som beskrevs av Bousquet och Laplante 2006. Psiloscelis albertensis ingår i släktet Psiloscelis och familjen stumpbaggar. Inga underarter finns listade i Catalogue of Life.